# Mitama (Yamanashi)
Pour les articles homonymes, voir Mitama.
Mitama (三珠町, Mitama-chō) est un ancien bourg de la préfecture de Yamanashi, ayant existé jusqu'au 1er octobre 2005, date de sa fusion avec les bourgs d'Ichikawadaimon et Rokugō pour former le bourg d'Ichikawamisato. Il faisait partie du district de Nishiyatsushiro.

## Géographie

### Topographie et hydrographie
Située dans la partie sud de la préfecture et dans la partie nord du district, Mitama pouvait être découpée en deux sections. La partie nord-ouest est située à l'extrémité sud du bassin de Kofu (ja), sur la rive gauche de la rivière Fuefuki (笛吹川), avec une partie dans le cône de déjection de la rivière Ashi (芦川) dans la partie occidentale des collines de Sone (ja) (曽根丘陵). La partie méridionale est la partie occidentale des monts Misaka (ja) (御坂山地), avec des hameaux dispersés le long de la vallée de la rivière Ashi, qui s'écoule vers l'ouest à travers le centre.

### Villes limitrophes

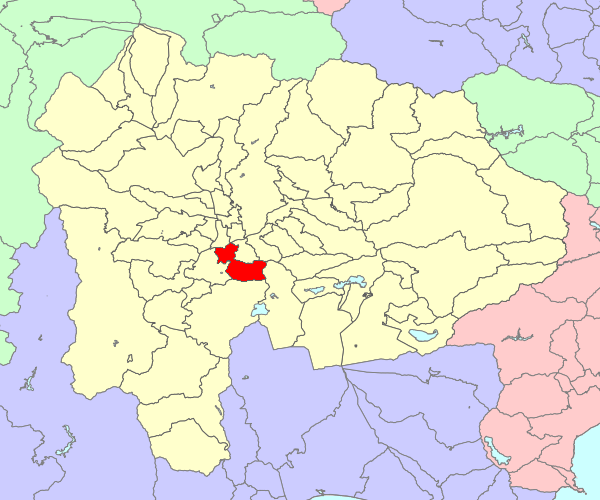
Localisation de Mitama dans la préfecture de Yamanashi (tracés territoriaux du 1er octobre 2005).

Entités territoriales limitrophes à la date de la fusion du 1er octobre 2005. À sa fondation en 1954, Mitama est entouré à partir du nord, dans le sens horaire, des villages de Tatomi (田富村) et Sanchō (ja) (三町村), par un quadripoint, tous deux du district de Nakakoma, des villages de Toyotomi (豊富村) et d'Ubaguchi (ja) (右左口村), tous deux du district de Higashiyatsushiro, des villages de Kamikuishiki (ja) (上九一色村), Furuseki (ja) (古関村), Yamaho (ja) (山保村) et du bourg d'Ichikawadaimon (市川大門町), tous quatre du même district de Nishiyatsushiro. Elle enclavait aussi une portion d'Ichikawadaimon.

## Histoire
La partie nord-ouest du bourg, où se trouvent les collines de Sone (ja), est une région où se trouvent de grands tumuli anciens, et il s'y trouvent de nombreux sites archéologiques de la période Jōmon. Dans ces collines, on note le Kofun de Kai Chōshizuka (en) datant du IVe siècle dans l'ancien bourg voisin de Nakamichi (maintenant intégré à la capitale préfectorale Kōfu). À Mitama, les tumuli datent du Ve siècle et incluent les Kofuns d'Ōtsuka (ja), un groupe de Kofuns en forme de pétoncle, qui comprend celui de Toriibara Kitsunezuka (ja) (鳥居原狐塚古墳), où l'on a trouvé un important miroir cérémonial.
Pendant le système Ritsuryō, l'actuelle Mitama était incluse dans le village d'Ichikawa (市川郷), transféré du comté de Yatsushiro (ja) à celui de Koma (ja) (巨摩郡). La région entière était sous contrôle de la seigneurie d'Ichikawa (ja) (市河荘), établie au Xe siècle.
La route de Kawachi, le Sunshū Ōkan (ja), qui va de Kōfu à travers la province de Kawachi jusqu'à la province de Suruga, et le Nakamichi Ōkan (ja), qui relie Kōfu à la province de Suruga via les relais d'Ubaguchi (右左口宿) et de Fujisusono (富士裾野), traversent l'actuel bourg. Dans le village de Kuishiki (九一色郷), dans le bassin de la rivière Ashi (芦川) près de Mitama, un groupe de samouraïs y était engagé dans des activités commerciales et participait à la défense des frontières, en recevant d'exemption fiscales du clan Takeda. À Ueno, le clan Ichijō (一条氏) des Takeda avait un manoir. Le 3 novembre 1954, le bourg de Mitama est créé par la fusion des villages d'Ueno (ja) (上野村), Ōtsuka (ja) (大塚村) et de la majorité de celui de Shimokuishiki (ja) (下九一色村), les ōaza (ja) (section de village) d'Orikado (折門村) et de Hatsusaka (八坂村), villages indépendants jusqu'en 1874, rejoignant le village de Furuseki (ja) (古関村).
Le 16 juillet 2005, après des ententes avec les bourgs voisins, une procédure de fusion est approuvée par l'assemblée préfectorale. Le 24 août, une notice officielle de fusion est publiée dans le journal local. Le 1er octobre 2005, Ichikawadaimon fusionne avec les bourgs voisins de Rokugō (六郷町) et Mitama (三珠町), tous deux du district de Nishiyatsushiro, pour former le bourg d'Ichikawamisato (市川三郷町), qui reprend les kanji « Ichikawa (市川) » d'Ichikawadaimon, « mi (三) » de Mitama et « sato (郷) » de Rokugō,.

## Transports
Le bourg était traversé par la ligne Minobu de la JR Central, aux gares d'Ashigawa (ja) (芦川駅) et de Kai-Ueno (ja) (甲斐上野駅).

## Culture locale et patrimoine
On retrouve plusieurs tumuli à Mitama, dont ceux de Toriibara Kitsunezuka et Isezuka, de forme ronde, et ceux d'Emonzuka et d'Ōtsuka, en forme de trou de serrure. On y trouve aussi le temple Yakuōji (薬王寺), de l'école Shingon, fondé en 746. Le sanctuaire shinto Kumano-jinja (熊野神社) à Mitama comporte une inscription datant de 1405 sur un de ses komainu. L'Ichinoseyama Kōshō-ji (市瀬山光勝寺), 3e temple sur le pèlerinage des 33 Kan'ons de la province de Kai y est aussi visitable. 
Le mûrier d'Ichinose (ja) (一瀬桑) à Mitama est l'arbre souche de tous les mûriers d'Ichinose dans le pays, l'une des meilleures variétés de mûrier pour la sériciculture.